# Protomyctophum normani
Protomyctophum normani és una espècie de peix de la família dels mictòfids i de l'ordre dels mictofiformes.

## Morfologia
- Els mascles poden assolir 5,6 cm de longitud total.[4][5]

## Alimentació
Sembla que es nodreix de Champsocephalus gunnari.

## Depredadors
És depredat per Micromesistius australis (a Nova Zelanda), Macruronus novaezelandiae (Nova Zelanda), Salilota australis (Illes Malvines) i Symbolophorus boops.

## Hàbitat
És un peix marí i d'aigües profundes.

## Distribució geogràfica
Es troba a tots els oceans entre 36° i 43°S.